# Ferry Meerhof
Ferry Meerhof (22 oktober 1961) is een voormalig Nederlands voetballer. Hij stond in het Nederlandse betaalde voetbal onder contract bij SVV en speelde in België bij Germinal Ekeren

## Wedstrijdstatistieken
| Seizoen | Club            | Competitie     | wed. | goals |
| ------- | --------------- | -------------- | ---- | ----- |
| 1979/80 | SVV             | Eerste divisie | 1    | 0     |
| 1980/81 | SVV             | Eerste divisie | 14   | 6     |
| 1981/82 | SVV             | Eerste divisie | 24   | 7     |
| 1982/83 | SVV             | Eerste divisie | 24   | 8     |
| 1983/84 | Germinal Ekeren | Derde klasse   |      |       |